# Arroyo del Pedroso
El arroyo del Pedroso es un curso de agua del interior de la península ibérica, afluente por la izquierda del Tajo. Discurre por las provincias españolas de Toledo y Cáceres.

## Descripción
Discurre por las provincias de Toledo y Cáceres. El nacimiento del arroyo, de escaso caudal, tiene su origen en las sierras de Mohedas de la Jara y, fluyendo en dirección norte y tras pasar cerca de localidades como Villar del Pedroso, termina por desembocar en el río Tajo aguas abajo del puente del Arzobispo. Aparece descrito en el decimosegundo volumen del Diccionario geográfico-estadístico-histórico de España y sus posesiones de Ultramar de Pascual Madoz de la siguiente manera:

PEDROSO: riach. en la prov. de Toledo: nace al NO. de las sierras de Mohedas en el terr. de la Jara; pasa cerca de Torrelamora, Carrascalejo y Villar del Pedroso que pertenecen á la de Cáceres, y quedando á la der. los l. de la Estrella, Navalmoralejo y Azutan, entra en el Tajo entre el Puente del Arzobispo y el del Conde, sirviendo aquí de límite á las dos prov. de Cáceres y Toledo: aunque de poco caudal, es siempre prenee: no tiene puentes y su estension no pasa de 10 leg., de curso tortuoso é irregular.
(Madoz, 1849, p. 751)

Las aguas del río, perteneciente a la cuenca hidrográfica del Tajo, terminan vertidas en el océano Atlántico.